# Tritão-de-crista-do-danúbio
O tritão-de-crista-do-danúbio (Triturus dobrogicus) é uma espécie de anfíbio caudado pertencente à família Salamandridae. Pode ser encontrada na Áustria, Bósnia e Herzegovina, Bulgária, Croácia, Eslováquia, Hungria, Moldávia, República Checa, Romênia, Sérvia e Ucrânia.